# 차승호
차승호(1983년 2월 7일 ~ )는 대한민국의 배우이다.

## 학력
- 경성대학교 연극영화학과 학사

## 출연작

### 영화
- 《비상선언》 (2022년)
- 《괜찮아》 (2019년)
- 《맥북이면되지요》 (2017년)
- 《죽여주는 여자》 (2016년) - 형사 2 역
- 《연애담》 (2016년)
- 《소실점》 (2016년)
- 《영도》 (2015년) - 바지선 노동자 역
- 《밤에활동하는동물공략법》 (2015년)
- 《국제시장》 (2014년) - 초등학교 선생님 역
- 《남쪽으로 튀어》 (2013년)
- 《인투 포커스》 (2011년)
- 《인 디 포럼》 (2011년)

### 드라마
- 《비밀의 숲 2》 (2020년)
- 《이태원 클라쓰》 (2020년)
- 《크로스》 (2018년)
- 《사이》 《차사전》
- 《막돼먹은 영애씨 14》 (2015년)
- 《빛과 그림자》 (2012년)
- 《대박인생》 (2008년)

### 공연
- 《나는 독립군이 아니다》 (2019) - 연출

- 《나는 독립군이 아니다》 (2020) - 연출